# Arbroath
Arbroath, schottisch-gälisch: Obar Bhrothaig, ist ein ehemaliges Burgh of regality und die größte Stadt in der Council Area Angus und ehemals in der traditionellen Grafschaft Forfarshire an der Ostküste Schottlands mit 23.902 Einwohnern (Stand 2011). Es liegt an der Küste der Nordsee rund 26 km nordöstlich von Dundee und 72 km südwestlich von Aberdeen.
Es gibt hinweise auf eine Siedlung der Eisenzeit, aber die Geschichte der Stadt begann mit der Gründung der Abtei Arbroath 1178. Während der Industriellen Revolution wuchs die Stadt aufgrund der Flachs- und der Juteindustrie und des Ingenieurwesens. 1839 wurde ein neuer Hafen errichtet. Ab dem 19. Jahrhundert besaß Arbroath einen der größten Fischerhäfen Schottlands.
Die Stadt ist vor allem durch die Declaration of Arbroath und Arbroath Smokie bekannt. Der Arbroath Football Club hält den Weltrekord für die meisten Tore in einem professionellen Fußballspiel mit 36:0 gegen Bon Accord of Aberdeen im Scottish Cup von 1885.

## Geschichte

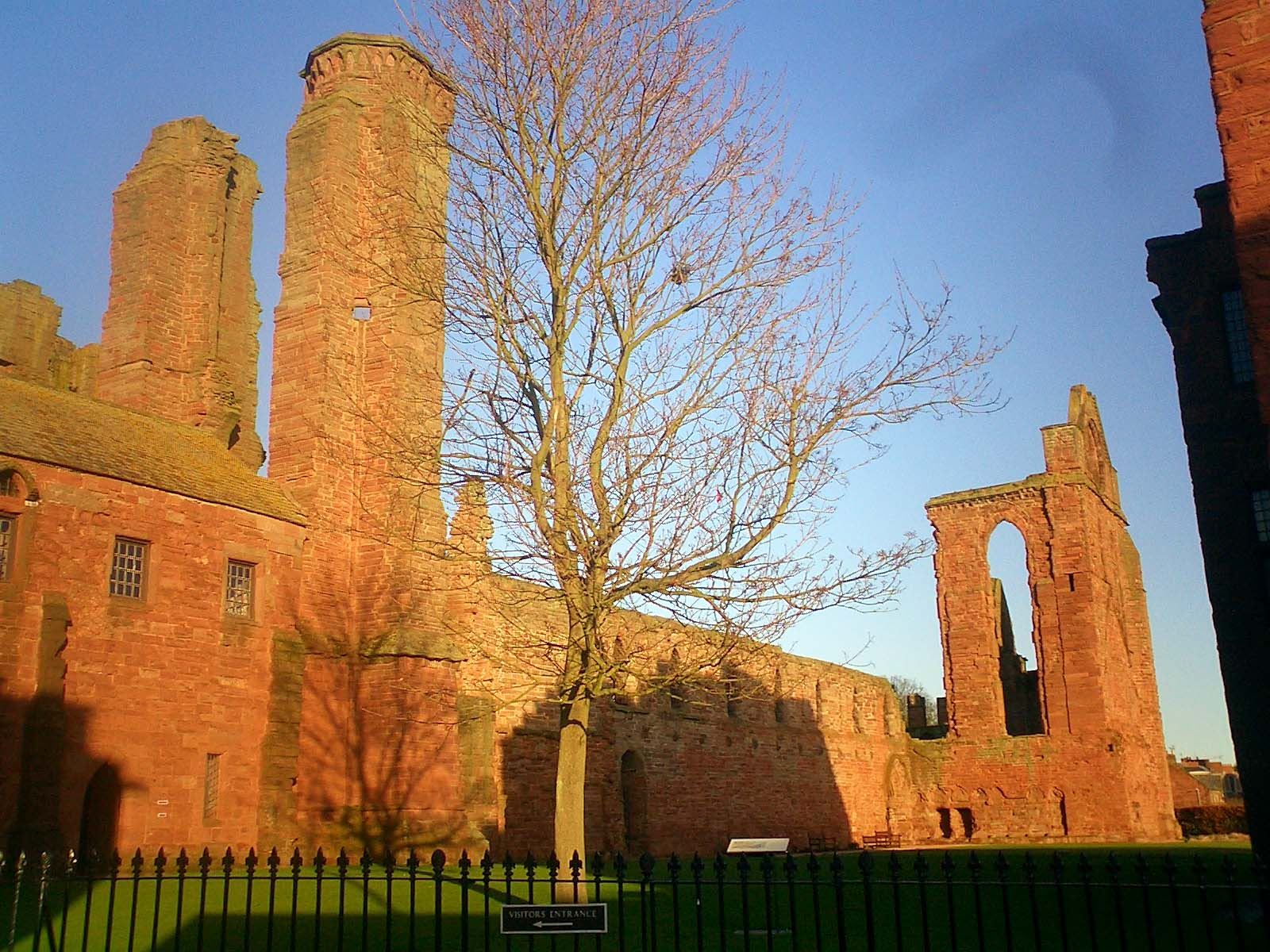
Ruine des Klosters Arbroath, 2004

Die Siedlung ist aus dem 1178 gegründeten und mit Markt- und Gerichtsprivilegien ausgestatteten Kloster Arbroath hervorgegangen.
1320 traten acht Earls und eine Reihe weiterer schottischer Adliger, die sich im Kloster versammelt hatten, mit der an den Papst gerichteten Declaration of Arbroath für die Unabhängigkeit Schottlands von England ein.
1394 wurde ein Hafen errichtet, was zur Entstehung einer Siedlung von Fischern führte. 1559 erhielt der Ort den Status einer Royal Burgh. In der Folge der Reformation verfiel das Kloster.
Ab Ende des 18. Jahrhunderts wurde Arbroath zu einem wichtigen Standort der Textilindustrie. Nach gezielten Fördermaßnahmen durch den Rat der Stadt wuchs im 19. Jahrhundert auch die Bedeutung als Fischereihafen.
Am Westrand der Stadt kam es 1906 zu dem Eisenbahnunfall von Elliot Junction.

## Politik

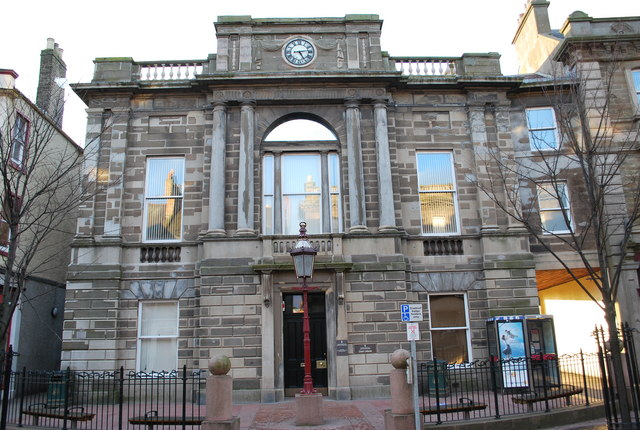
Arbroath Town House

### Stadtpolitik
Arbroath wurde 1178 zum Burgh of regality durch Wilhelm I. den Löwen, als die Abtei gegründet wurde, erhoben. Dieses erlaubte es den Mönchen wöchentlich einen Markt abzuhalten, grundlegendes Recht zu sprechen und einen Hafen zu errichten. 1599 wurde der Gemeinde der Status eines Royal Burghs durch Jakob VI. verliehen. Ein Probst und ein Stadtrat wurde daraufhin ernannt.
Bis 1975 wurden die Angelegenheiten der Stadt von dem Arbroath Burgh Council, der im Arbroath Town House tagte, geleitet. Danach wurde sowohl der Burgh Arbroath und das County Angus, sowie Perthshire und Dundee City zu Tayside zusammengelegt, welcher fortan vom Tayside Regional Council geleitet wurde. Unter dem Local Government etc. (Scotland) Act 1994 wurde sowohl Angus als auch der Burgh Arbroath, Dundee City, Perth und Kinross wiederhergestellt.
Arbroath ist mit 7 Städträten im Angus Council vertreten, die sich auf zwei Wards aufteilen. Diese sind (Stand Januar 2025):
| Name                                      | Partei                                    | Komiteesitze | Nachweise |
| ----------------------------------------- | ----------------------------------------- | --- | --------- |
| Ward Arbroath West, Letham and Friockheim | Ward Arbroath West, Letham and Friockheim | Ward Arbroath West, Letham and Friockheim                                                                                      | [ 6 ]     |
| Serena Cowdy                              | Parteilos                                 | Communities Comittee; Development Standards Comittee; Scrutiny and Audit Comittee; Sprecherin für Umwelt, Tourismus und Reisen | [ 7 ]     |
| Jack Cruickshanks                         | Scottish Conservative Party               | Communities Comittee; Policy & Resources Comittee                                                                              | [ 8 ]     |
| Louise Nicol                              | Scottish Conservative Party               | Communities Comittee; Family, Education and Justice Comittee; Scrutiny and Audit Comittee                                      | [ 9 ]     |
| Martin Shepherd                           | Scottish National Party                   | Communities Comittee; Family, Education and Justice Comittee; Scrutiny and Audit Comittee                                      | [ 10 ]    |
| Ward Arbroath East and Lunan              | Ward Arbroath East and Lunan              | Ward Arbroath East and Lunan                                                                                                   | [ 11 ]    |
| Brenda Durno                              | Scottish National Party                   | Civic Licensing Comittee; Development Management Review Comittee; Development Standards Comittee (Vice Convenor)               | [ 12 ]    |
| Lois Speed                                | Parteilos                                 | Communities Comittee; Family, Education and Justice Comittee; Policy & Resources Comittee; Scrutiny and Audit Comittee         | [ 13 ]    |
| Derek Wann                                | Scottish Conservative Party               | Family, Education and Justice Comittee; Policy & Resources Comittee; Scrutiny and Audit Comittee                               | [ 14 ]    |

### Repräsentation in Parlamenten
Arbroath ist ein Teil des Wahlkreises Arbroath and Broughty Ferry für Wahlen für das House of Commons. Derzeitiger Abgeordneter für diesen Wahlkreis ist Stephen Gethins von der Scottish National Party.

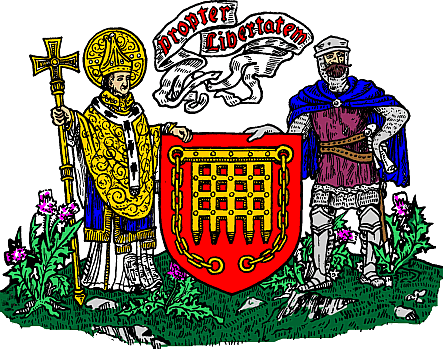
Wappen von Arbroath

Weiterhin ist Arbroath ein Teil des Wahlkreises Angus South für das Schottische Parlament. Seit 2011, also seitdem es diesen Wahlkreis gibt, wurde jede Wahl von Graeme Dey von der Scottish National Party gewonnen. Zudem ist Arbroath Teil der Wahlregion North East Scotland, die zusätzliche Abgeordnete an das Schottische Parlament entsendet.

## Lage

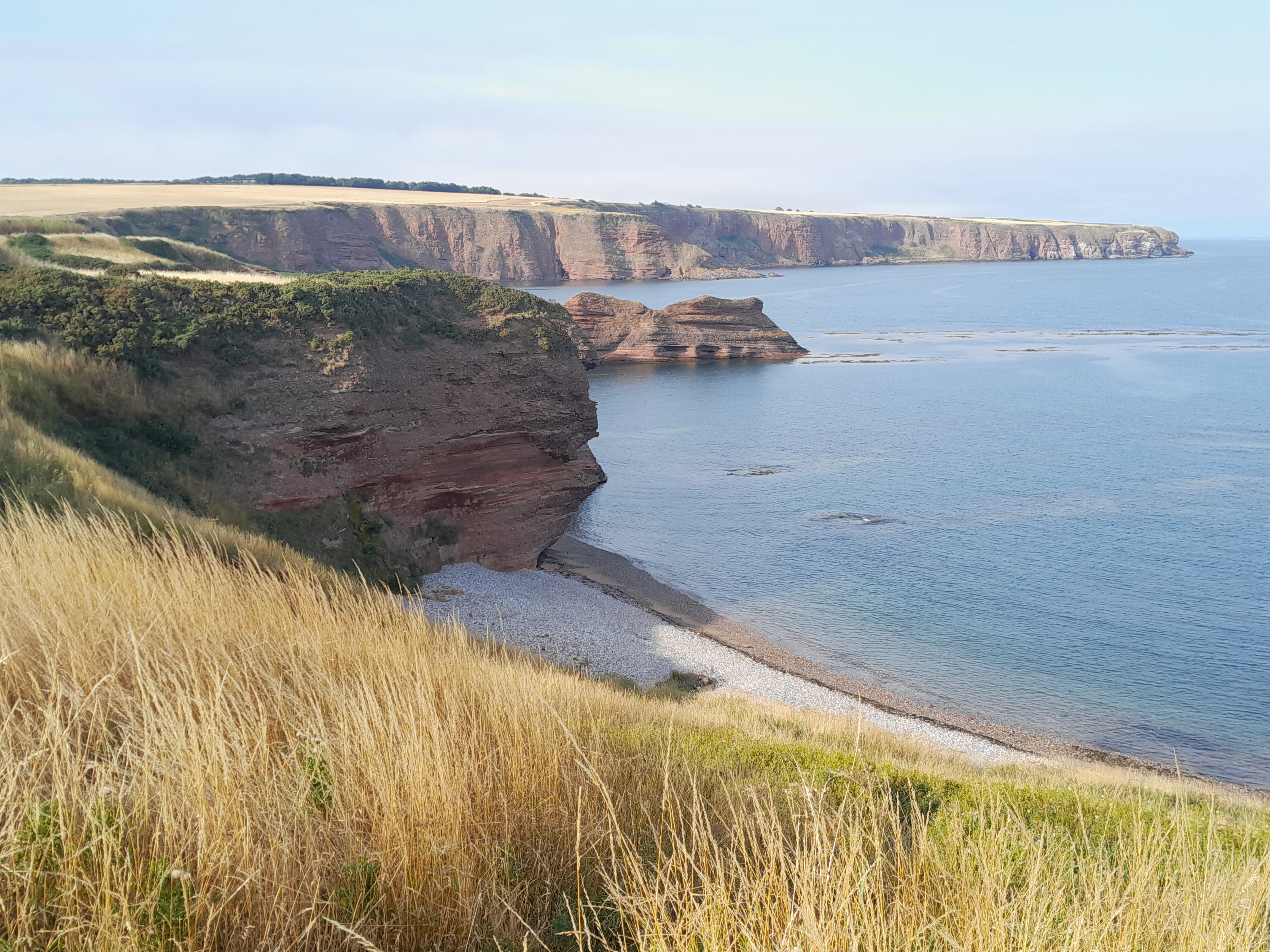
Küste bei Arbroath

Arbroath liegt an der Küste der Nordsee, rund 27 km nordöstlich von Dundee, in der Region Angus. Geologisch liegt Arbroath auf Old-Red-Sandstein. Tiefer gelegene Teile lagen bis nach der letzten Eiszeit unter dem Meeresspiegel.
Arbroath liegt 158 km nordöstlich von Glasgow, 80 km südwestlich von Aberdeen und 124 km von Edinburgh. Die benachbarte Dörfer St. Vigeans, Carmyllie, Friockheim, Colliston und Inverkeilor zählen zur Arbroath für die Repräsentation im Regional Council und sie, zusammen mit Carnoustie, teilen sich die Vorwahl 01241.

### Brothock Waters
Durch Arbroath fließt der Fluss Brothock Waters aus nördlicher Richtung aus St. Vigeans und mündet in südlicher Fließrichtung in die Nordsee. Im Dezember 2022 wurde der Arbroath (Brothock Water) Flood Protection Scheme fertiggestellt. Dieser war ein Plan, der Investitionen in Höhe von 12 Millionen Pfund, um das Risiko von Überflutungen zu minimieren.

### Die Küste
Südwestlich des Hafens liegt ein Gebiet mit schroffen Felsen und einer großen Anzahl von Felsbecken, die bei Ebbe freiliegen. Felsen, Felsbrocken und Kies erstrecken sich etwa neunhundert Meter bis zum Strand Arbroath West Links. Dieser sanft abfallende Strand besteht aus Sand und Kieselsteinen und das Meer ist hier ein ausgewiesener Badeort mit einer Länge von etwa 1,3 Kilometern. Der Hauptzugang zum Strand erfolgt über eine Slipanlage, es gibt aber auch Stufen vom Küstenweg hinunter. Je nach Gezeitenstand kann die Breite des Strandes zwischen zwanzig und zweihundert Metern variieren.
Die Klippen von Arbroath (oder Seaton) erheben sich etwa 1,6 km nordöstlich des Hafens. Whiting Ness am Ende der Promenade King’s Drive ist ein Beispiel für geologische Winkeldiskordanz; ein grobes Konglomerat aus spätdevonischem oberen roten Sandstein überlagert frühdevonischen unteren roten Sandstein.

## Wirtschaft

### Der Hafen
Arbroaths Wohlstand stammt ursprünglich vom Hafen. Der Hafen wurde ursprünglich erbaut und bewirtschaftet vom Abt. Als Grundlage dessen diente eine Verabredung aus dem Jahr 1394 zwischen dem burgess und Abt John Gedy. Dieser wurde 1725 durch einen größeren Hafen ersetzt, welcher 1839 wieder erweitert wurde, als der Damm, die Kaimauern und der Wellenbrecher zum alten Innenhafen hinzugefügt wurden, was 58.000 Pfund kostete. Arbroath wurde zu einem bedeutenden Küstenschifffahrtshafen und im Jahr 1846 gab es 89 in Arbroath registrierte Schiffe mit einem Gesamtgewicht von 9.100 Bruttoregistertonnen. Im selben Jahr legte 599 Schiffe in Arbroath an. Davon kamen 56 von ausländischen Häfen und die restlichen 543 waren für den Küstenhandel. Über Arbroath wurden Rinde, Flachs, Hanf, Häute, Eichen- und Tannenholz sowie Guano für Gülle, Lebensmittel aus London und zahlreiche Artikel baltischer Produkte importiert, während Fertigwaren (hauptsächlich Segeltuch) exportiert wurden.
Heutzutage wird der Hafen von Fischerbooten, Handelsschiffe, die Tagesausflüge für Angler und Touristen anbieten und kleine Boote, einschließlich Yachten genutzt. Es gibt 59 schwimmende Pontonliegeplätze. Es gibt eine Mindestwassertiefe von 2,5 Meter im Innen- und Außenhafen.

### Tourismus
Eine Touristenbefragung aus dem Jahr 2017 stellte fest, dass Arbroath das beliebteste Ziel in Angus wäre und Arbroath Abbey, die am zweithäufigsten besuchte Attraktion nach Glamis Castle. Arbroath Abbey erhält jährlich 14026 Besucher. Eine Nachstellung der Unterzeichnung der Declaration of Arbroath fand unregelmäßig seit 1947 statt. Diese wurde von der Arbroath Abbey Pageant Society organisiert. 2005 war die letzte große Veranstaltung. Ab dann gibt es eine kleinere Zeremonie am 6. April, um an die Erklärung zu erinnern.

### Destillerie
Die Arbikie Farm Distillery befindet sich in Arbroath. Sie destillieren Nàdar, den ersten Klima positiven Gin und Wodka und sie waren die ersten, die Scottish Rye Whisky nach 200 Jahren wieder destillierten. Diese Destilliere existiert seit 2013. Seitdem produzieren sie Klimaneutral. Es handelt sich hierbei um ein Familienunternehmen. In der Arbikie Farm Distillery werden drei verschiedene Whiskeys gebrannt. Sie ist im Besitz der Familie Sterling. Bereits 1794 gab es eine Destilliere auf dem heutigen Gelände.

## Söhne und Töchter der Stadt
- John Wallace (1654–1733), Geistlicher
- James Chalmers (1782–1853), Druckereibesitzer und Zeitungsverleger
- Neil Arnott (1788–1874), Arzt
- William Sharpey (1802–1880), Anatom und Physiologe
- David Dunbar Buick (1854–1929), Ingenieur, Erfinder und Industrieller
- Charles Smart Roy (1854–1897), Pathologe
- William Maxwell (1876–1940), Fußballspieler und -trainer
- Bill Brown (1931–2004), Fußballspieler
- Steve Byrne (* 1978), Folkmusiker, Songschreiber und Musikethnologe
- Alan Soutar (* 1978), Dartspieler
- Jonny O’Mara (* 1995), Tennisspieler
- Kerr Waddell (* 1998), Fußballspieler